# アメリカ外征軍
アメリカ外征軍（アメリカがいせいぐん、英: American Expeditionary Forces、AEF) は、1917年、第一次世界大戦の戦闘を支援するためジョン・パーシング将軍指揮の下、ヨーロッパに派遣されたアメリカ軍である。第一次世界大戦中のアメリカ合衆国の諸戦役の間、AEFは戦争最後の年にフランスで仏英連合軍側に立ってドイツ軍と戦った。一部は同年イタリア軍の側に立ってオーストリア・ハンガリー軍と戦った。アメリカ外征軍は1918年6月のエーヌ攻勢(シャトー・ティエリとベロ―の森において ) の期間中、西部戦線および1918年後半のサンミエルの激戦とムーズ・アルゴンヌ攻勢においてフランス陸軍を支援した。

## 歴史

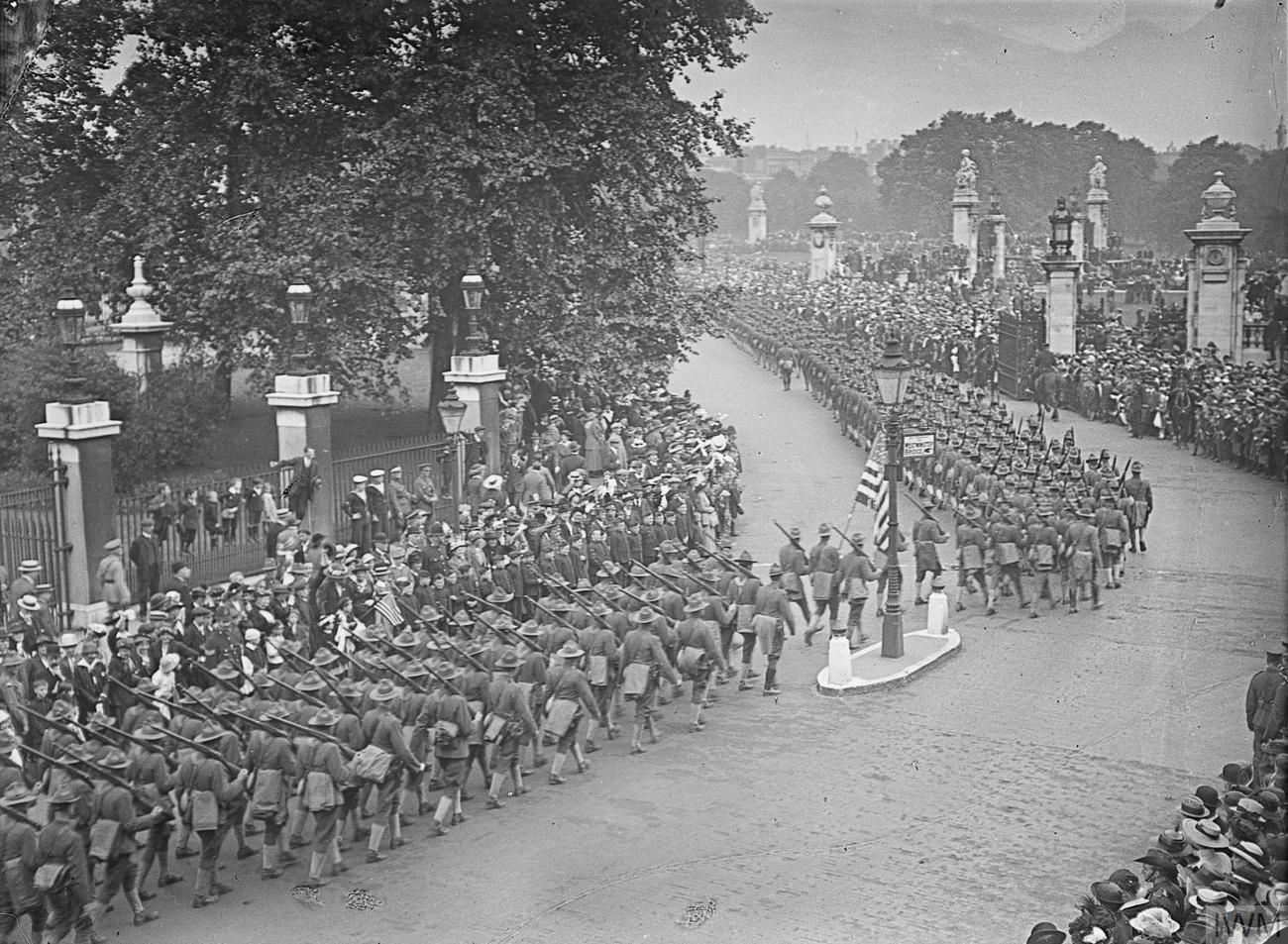
バッキンガム宮殿前を行進するアメリカ兵の隊列。ロンドン、1917年

アメリカ大統領ウッドロー・ウィルソンは当初AEFの指揮権をフレデリック・ファンストン将軍に与える計画であったがファンストンが突然亡くなったため、ウィルソンは1917年5月、ジョン・J.・「ブラックジャック」・パーシング少将を司令官に任命した。パーシングは全戦争期間、司令官に留まった。アメリカ兵は十分な訓練を受けた上でヨーロッパに派遣されるべきだとパーシングは主張した。結果として1918年より前に到着したアメリカ兵はほとんどいなかった。加えて、パーシングはアメリカ軍は単に仏英両軍の兵員不足を補充するために使われないと表明し、アメリカ軍を連合国部隊の損耗補充として展開しようとする英仏両国の努力に抗った。このような態度は連合国の指導者にいつでも十分に受入れられた訳では無かった。連合国の指導者達は大規模戦争におけるアメリカ軍の経験不足（の可能性）に不信感を抱いていたのである。さらに、イギリスは彼らの予備船舶を提供する代わりに、アメリカ兵をイギリス軍の階級に入れるように持ち掛けてきた。

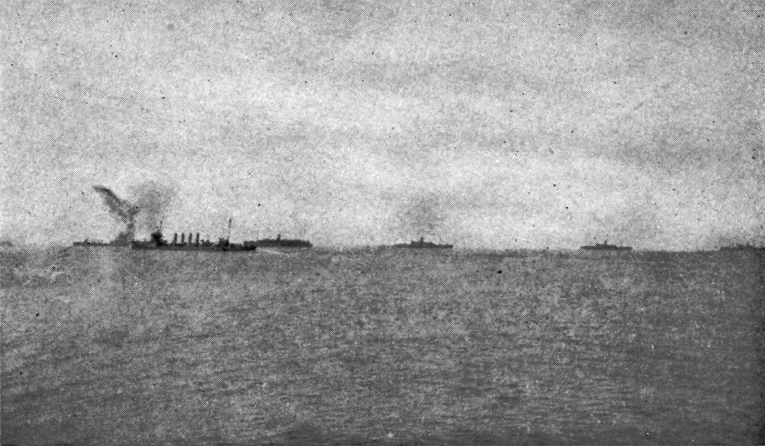
アメリカの最初の船団とともに。兵員輸送船はヘンダーソン 、アンティリーズ 、モウマス および レナーピ

1917年6月までに、僅か1万4,000人のアメリカ兵がフランスに到着していただけで、AEFは1917年10月後半まで少ししか前線に参加していなかった。しかし1918年5月までには100万人を超えるアメリカ軍がフランスに駐留した（ただし前線に配置されたのはその半数のみである）。 当初アメリカ兵をヨーロッパへ運ぶために必要とされる輸送船が不足していたので、軍はニューヨーク、ニュージャージーおよびバージニア州ニューポート・ニューズからアメリカ兵を輸送するため旅客船運航会社に圧力をかけ、ドイツ船を接収し、更に連合国から船を借入れた。このような動員の努力はアメリカ軍に制限を課すもので、新たな組織戦略および大量の兵員と物資を素早く効率的に輸送するための命令系統が必要とされた。ボルドー、ラ・パリス、サン＝ナゼールおよびブレストにあるフランスの港はアメリカ兵と物資を前線に送るフランス鉄道網への入口となった。アメリカ工兵隊はフランスに新たな82の停泊地を建設し、1,600キロメートル近くの標準軌の線路を増設し、16万キロメートルの電信電話線を敷設した。
しばしば「ドウボーイ」（Doughboy）と呼ばれたアメリカ兵は1917年6月、初めてヨーロッパに上陸した。しかしAEFは1917年10月後半まで前線には参加しなかった。最初の前線への参加は第1歩兵師団によるドイツ軍の前線への砲弾の発射であったが規模は小さかった。フランスに到着した最初の正規兵編成師団はナンシー近くの塹壕に入った。
AEFはフランスとイギリスの装備を使用した。特に評価されたのはフランス製M1897 75mm野砲、 シュナイダーM1917C 155mm砲およびGPF 155mmカノン砲だった。アメリカの航空部隊は戦闘機スパッドS.XIIIとニューポール 28を受領し、アメリカの戦車部隊はフランス製ルノー FT-17 軽戦車を使用した。パーシングは新兵器を装備した新来兵（new arrivals）を訓練する施設をフランスに開設した。 1917年末までに、4個師団がヴェルダン近くの広大な訓練エリアに展開した。4師団の内訳は、第1師団（正規兵編成）、第26歩兵師団（州兵編成）、第2歩兵師団（正規兵と海兵隊の混成編成）、第42歩兵師団（ほぼ全ての州出身の州兵から構成される州兵編成、別名「虹師団」）であった。第41歩兵師団はトゥール近くの兵站師団（depot division）に転換された。

## 1918年

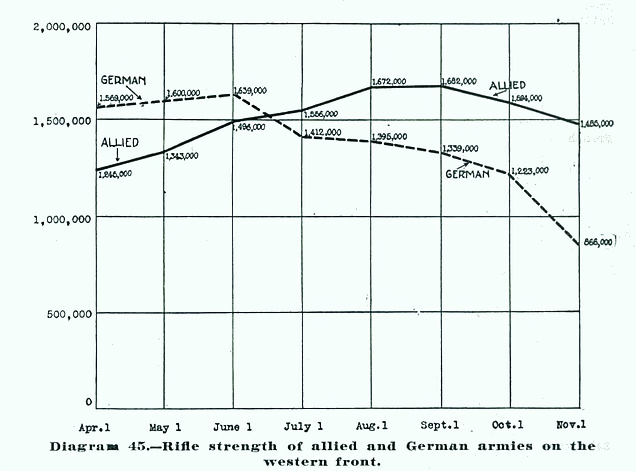
1918年夏にアメリカ兵が到着すると前線の小銃手数において連合国は圧倒的な優位性を得た。

1918年春期、開始時点で戦闘準備の整った4個師団は仏英両軍の指揮下で、前線の比較的静かな部分の守備によって実戦経験を積むために展開した。最初の攻勢の後そして2つのアメリカ主導（指揮は仏軍）によるAEFの勝利の後、パーシングは（仏英軍の指揮から）独立したアメリカ野戦軍の展開を目指して働いた。2つの戦いとは1918年5月28日の第1歩兵師団によるカンティニーの戦い と6月6日に始まったベローの森の戦いにおける第2歩兵師団による同種の局地戦である。4個師団以外も1918年の春と夏を通じて、ペースを増しつつそれに続いた。1918年6月までにアメリカ兵は1日あたり1万人の割合で戦地に到着し続けていた。その大部分がイギリス人、カナダ人およびオーストラリア人の戦場経験豊富な士官と先任下士官による訓練に参加した。訓練は運営担当者の経験不足によって最低でも6週間を要した。
AEFの部隊による最初の攻撃作戦は1918年7月4日、アメルの戦い（Battle of Hamel）においてイギリスの指揮の下、1,000名の隊員により行なわれた。その内訳は第33歩兵師団から4個中隊（AEF）と第1オーストラリア帝国軍（AIF）だった。この戦闘はオーストラリアの軍団司令官サー・ジョン・モナッシュ中将指揮の下で起きた。この戦いにおいて連合軍は火砲、機甲部隊、歩兵および航空支援を統合した（諸兵科連合）。これはその後すべての「マーク V 戦車」を使った連合軍の攻撃の青写真として機能した。
アメリカ陸軍とアメリカ海兵隊は1918年6月の第2次マルヌの戦い（シャトー・ティエリおよびベローの森）でパリに向けてのドイツ軍の突出を止めるのに重要な役割を演じた。最初の主要かつ目立ったアメリカの攻勢は1918年9月のサンミエル突出部の攻略だった。1918年9月12日に始まったサンミエルの戦いの間、パーシングはこのアメリカ軍史上最大の攻勢作戦で7個師団と50万人以上の兵員を含むアメリカ第1軍を指揮した。この成功裏に終わった攻勢の後、1918年9月26日から11月11日まで続いたムーズ・アルゴンヌ攻勢が戦われた。その戦いでパーシングは100万人以上のアメリカとフランスの戦闘員を指揮した。これら2つの軍事作戦を通じて、連合国は488平方キロメートルを超えるフランス領土をドイツ軍から奪還した。その時までに休戦協定により1918年11月11日で全戦闘を停止した。アメリカ外征軍は現代的な、戦闘で試された（combat-tested）軍へと進化したのである。
戦争後期、アメリカ軍部隊はヨーロッパ列強の要請に応じて2つの新たな戦場で（究極的に）戦った。パーシングは第332歩兵連隊をイタリアへ、そしてウィルソン大統領は第27歩兵連隊と第339歩兵連隊をロシアへ派兵することに同意した。 後者の2つはアメリカ外征軍シベリア、およびアメリカ外征軍北ロシア（American Expeditionary Force North Russia: または白熊遠征）として知られている。

### 死傷者

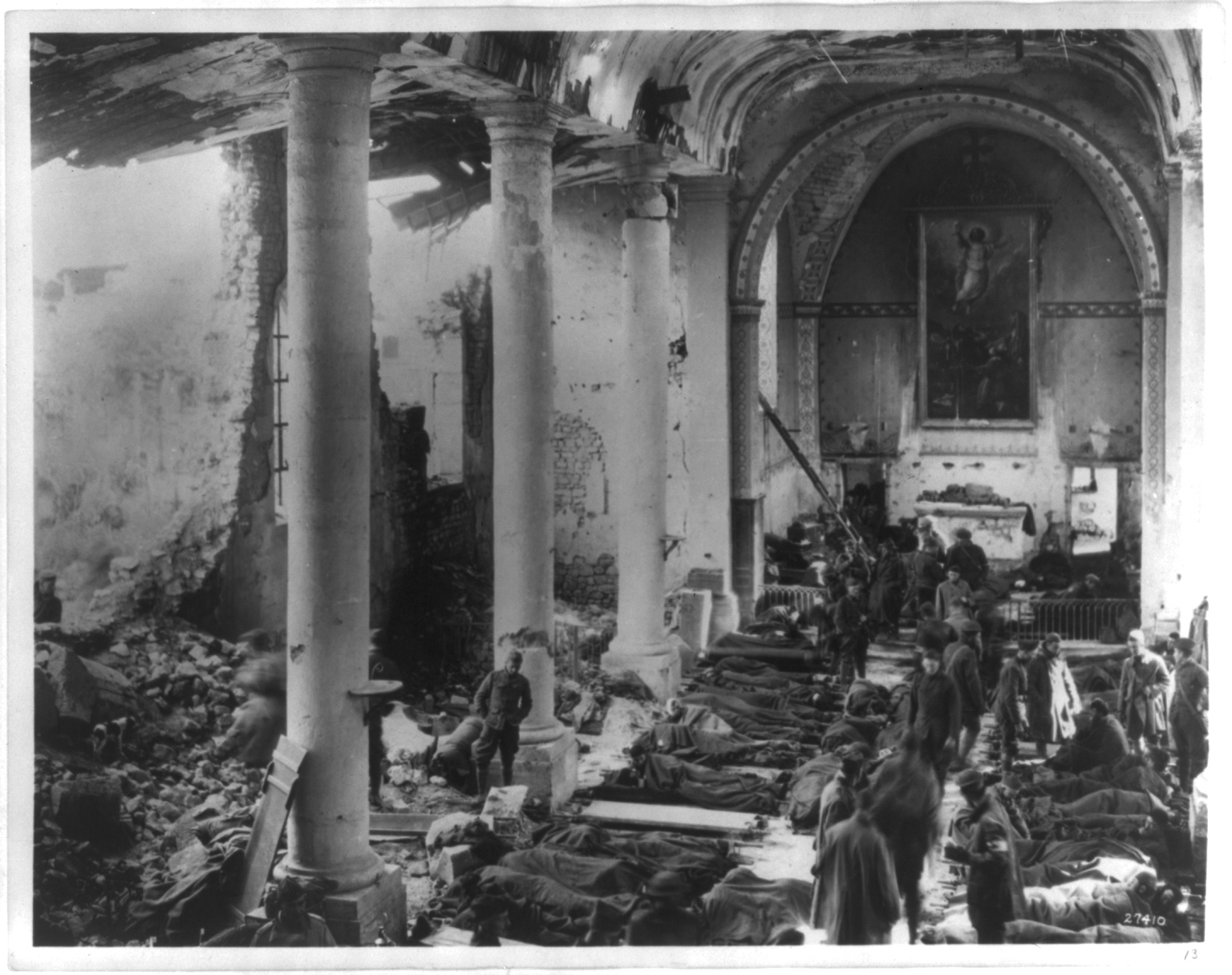
アメリカ陸軍の野戦病院、フランス、1918年

AEFはおよそ32万人の死傷者を出した。内訳は53,402人が戦死、63,114人が戦闘起因でない死者、そして20万4,000人が負傷者だった。このAEFの多くの死傷者数はフランス軍が33万人の死傷者を出したのと同時期（1918年）のものだったが、フランス軍が維持していた前線は遥かに長かった。
1918年秋期のインフルエンザの世界的大流行はAEFの2万5,000人の命を奪い、36万人を重症にした。それ以外の病気に関しては強制ワクチン接種によって比較的良くコントロールされていた。腸チフスも実際上消滅していた。毒ガスによって実際に負傷した者は相対的には少なかったが、原因は体を露出したことによるものだと、大多数の人間は誤解していた。
軍を去る時にドウボーイ達によって記入された質問書を用いて、グティエレスは彼らはシニカルでも幻滅した訳でも無かったと報告している。ドウボーイは「名誉、人間性、戦友そして冒険のために戦ったのであって特段、義務のために戦った訳ではない」。

### アフリカ系アメリカ人

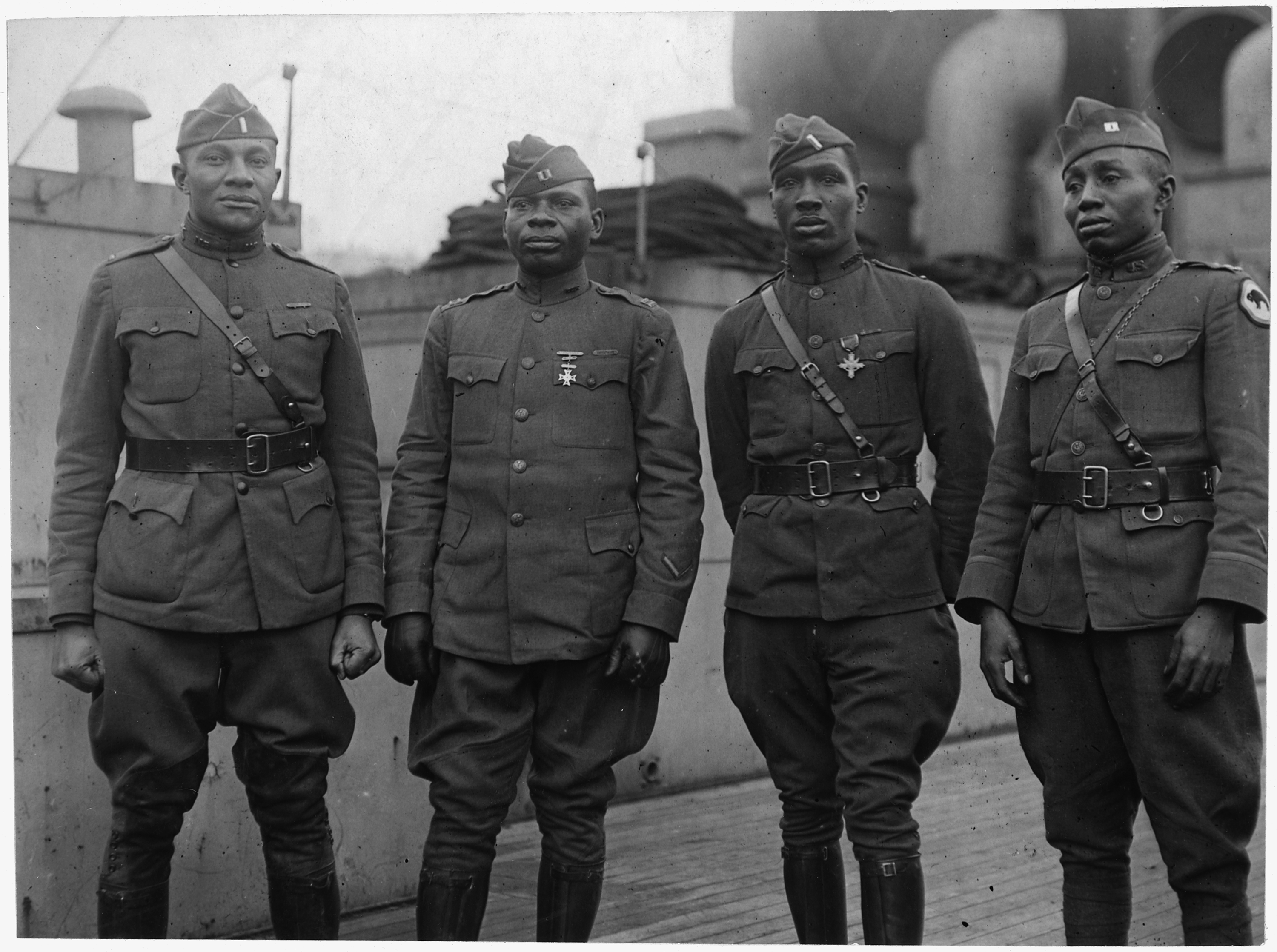
第92歩兵師団第366歩兵連隊のアフリカ系アメリカ人将校。第一次世界大戦の任務を終え帰国の途上。

アフリカ系アメリカ人は白人系アメリカ人と同一基準で徴兵され、被徴募者の13パーセントを占めていた。戦争終結までに35万人以上のアフリカ系アメリカ人が西部戦線のAEF部隊で軍務に就いた。しかし、彼らは白人将校に指揮される隔離された部隊に配属された。フランスに送られた黒人兵士の1/5が戦闘を経験したが、白人兵士ではその割合は2/3だった。アフリカ系アメリカ人はAEF戦闘部隊の3パーセントで、戦場における死亡率は2パーセント以下だった。「有色人種の徴募兵の大部分は戦闘部隊では使い物にならない」と1918年の参謀部の報告書にあり、「これらの有色徴募兵は予備労働大隊に配属する」ことが推奨されていた。彼らは大西洋の港での荷役人足、駐屯地や後方支援での一般労働のような熟練不要の単純労働力として取り扱われた。フランス軍（その前線部隊は抗命で戦闘義務に抵抗していた）は、複数の黒人戦闘部隊である連隊の管理を必要とし、それを受入れた。 
ケネディは次のように書いている。
「黒人の第92歩兵師団は特に準備不足と指揮系統の不全によって損害を被った。黒人のみの戦闘師団として第92歩兵師団は特異な重荷を抱えて戦線に参加した。アメリカ本国での訓練期間中、複数の駐屯地で次のような噂が故意にばら撒かれた。幾つかの砲兵部隊は訓練完了前にフランスへ招集され、休戦まで十分装備されない。ほとんどすべての先任白人士官は指揮下の黒人兵士を軽蔑し、繰返し転勤を願い出ている。黒人徴募兵たちは、しばしば1918年夏には既に内容が薄くなっていた訓練の機会から逃げ出し、荷揚げ人足や一般労働者として働こうとする」
第369、370、371および372歩兵連隊（名目上は第93歩兵師団だが、決してそのように統合されることは無かった）は前線の戦闘では個々別々にフランス軍の指揮下フランス植民地部隊とともに服務した。 これらのアフリカ系アメリカ人兵士達はアメリカの制服（一部は北軍（Union Army）の時代以来の歴史をもっていた）とフランスのヘルメット（アドリアンヘルメット）を着用し、8ミリルベル弾使用のベルチェライフル 1907/15 フレンチモデル（レミントン・アームズ社製）を装備していた。ほとんどのアメリカ兵にはスプリングフィールドM1903小銃やM1917エンフィールド小銃が支給されたのとは対照的だった。最も優れた部隊の一つがハーレム・ヘルファイターズ（Harlem Hellfighters）として知られた第369歩兵連隊だった。第369連隊が前線にいたのは6か月間だったが、アフリカ系アメリカ人の連隊の中では最長だった。第369連隊の隊員171名はレジオン・オブ・メリット勲章を授与された。第369連隊の隊員の一人ヘンリー・ジョンソン軍曹はフランスのクロワ・ド・ゲール（Croix de guerre）勲章を授与され 、没後（死没は1929年7月1日）の2015年6月2日、バラク・オバマ大統領により名誉勲章を授与された。